# Generations Lost
Generations Lost är ett plattforms-äventyrsspel utvecklat av Pacific Softscape, och utgivet av Time Warner Interactive 1994 till Sega Mega Drive. Spelet påminner om bland annat Flashback.

## Handling
Äventyraren Monobe försöker ta reda på sitt folks historia. Tack vare en mystisk rustning kan han utföra diverse rörelser, samt avlossa energibollar. Förutom att springa och hoppa kan han rulla runt på marken. Med hjälp av ett energirep kan han svinga mellan olika platser.
Han upptäcker snart att hans värld och hans folk inte befinner sig på en himlakropp, utan ett generationsrymdskepp vid namn "Heritage" som Jorden skickade iväg i maj 2037 (via en månkoloni) för att kolonisera en avlägsen värld vid namn Hope. Denna interstellära resa var tänkt att försätta farkosten i omloppsbana runt Hope år 2385. Rymdfarkosten var tänkt att försörja 20 generationer. Moboes upptäckt görs i augusti 2671, och hans förfader byggde farkosten för att vara beboelig i minst 700 år. Vid ankomsten visar det sig att det automatiska landningssystemet inte aktivierats, och farkosten i stället för att landa på Hope kretsat runt planeten i över 200 år till, med besättningen oventandes om att de måste landstiga i rymdkapslarna.

### Fotnoter
1. ↑  ”Generations Lost” (på engelska). Mobygames. 21 mars 1994. http://www.mobygames.com/game/genesis/generations-lost. Läst 7 juni 2014.